# Lemuel
Lemuel  è un nome proprio di persona inglese maschile.

## Varianti
- Ipocoristici: Lem[2], Lemmy[2]

## Origine e diffusione
Deriva dall'ebraico antico לְמוּאֵל (lemuel), che significa "devoto a Dio", "per Dio"
Si tratta di un nome di tradizione biblica, portato da un re menzionato nel libro dei Proverbi (31:1-9); è presente anche nel Libro di Mormon, dove Lemuel è un figlio di Lei e Sariah. Ciò per cui è più noto, però, è per essere il nome proprio di Lemuel Gulliver, il personaggio letterario creato da Jonathan Swift.

## Onomastico
Il nome è adespota, ovvero non è portato da alcun santo, quindi l'onomastico ricorre il 1º novembre, ad Ognissanti.

## Persone
- Lemuel Abbott, pittore britannico

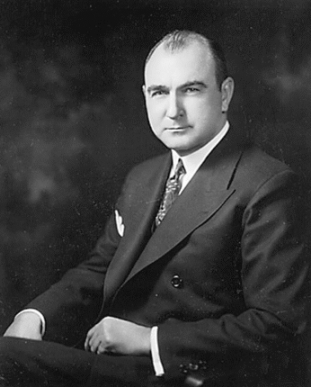
Lemuel Boulware

- Lemuel Boulware, dirigente d'azienda statunitense
- Lemuel Cook, militare statunitense
- Lemuel Jeanpierre, giocatore di football americano statunitense

### Varianti
- Lem Barney, giocatore di football americano statunitense
- Lemmy Kilmister, cantante, musicista e compositore britannico
- Lem Winchester, vibrafonista statunitense

## Il nome nelle arti
- Lemuel è un personaggio del film del 1973 Pat Garrett & Billy the Kid, diretto da Sam Peckinpah.
- Lemuel è un personaggio della serie televisiva Fargo.
- Lemmy Caution è un personaggio dei romanzi di Peter Cheyney.
- Lemuel Dorcas è un personaggio dei fumetti Marvel Comics.
- Lemuel Golightly è un personaggio del romanzo di Daniel Defoe Fortune e sfortune della famosa Moll Flanders.
- Lemuel Gulliver è il protagonista del romanzo di Jonathan Swift I viaggi di Gulliver e delle opere da esso tratte.
- Lemuel Idzik è un personaggio della serie televisiva Oz
- Lemuel Morewood è un personaggio del film del 1915 Father and the Boys, diretto da Joseph De Grasse.
- Lemuel Pigeon è un personaggio del romanzo di China Miéville Perdido Street Station.
- Lemuel Siddons è un personaggio del film del 1966 I ragazzi di Camp Siddons, diretto da Norman Tokar.